# Orsjön, Hälsingland
Orsjön är en sjö i Bollnäs kommun och Ljusdals kommun i Hälsingland och ingår i Ljusnans huvudavrinningsområde. Sjön är 60 meter djup, har en yta på 30,2 kvadratkilometer och befinner sig 113 meter över havet. Vid provfiske har en stor mängd fiskarter fångats, bland annat abborre, braxen, gers och gädda.
Orsjön var platsen för en båtolycka 1890, varvid 7 av 8 personer i en segelbåt omkom.

## Delavrinningsområde
Orsjön ingår i det delavrinningsområde (683454-152712) som SMHI kallar för Utloppet av Orsjön. Medelhöjden är 177 meter över havet och ytan är 123,51 kvadratkilometer. Räknas de 1380 avrinningsområdena uppströms in blir den ackumulerade arean 14 423,71 kvadratkilometer. Avrinningsområdets utflöde Ljusnan mynnar i havet. Avrinningsområdet består mestadels av skog (55 procent) och jordbruk (10 procent). Avrinningsområdet har 29,89 kvadratkilometer vattenytor vilket ger det en sjöprocent på 24,2 procent. Bebyggelsen i området täcker en yta av 0,68 kvadratkilometer eller 1 procent av avrinningsområdet.

## Fisk
Vid provfiske har följande fisk fångats i sjön:
- Abborre
- Braxen
- Gärs
- Gädda
- Gös
- Lake
- Löja
- Mört
- Nors
- Sik
- Siklöja